# Oderhaus
Oderhaus ist ein Ortsteil der Stadt Braunlage im niedersächsischen Landkreis Goslar.

## Geographische Lage
Oderhaus liegt im Oberharz am Rand des Nationalparks Harz zwischen Sankt Andreasberg 3,7 km westnordwestlich, Braunlage 4,5 km nordöstlich und Bad Lauterberg 10,2 km südwestlich. Es befindet sich südsüdwestlich vom Schloßkopf (623,5 m ü. NHN) auf etwa 425 m Höhe an der Mündung der von Nordosten heran fließenden Trutenbeek in die von Norden kommende Oder. In dem Weiler zweigt die nach Sankt Andreasberg führende Landesstraße 519 von der Bundesstraße 27 (Braunlage–Bad Lauterberg) ab.

## Geschichte
Bis 1993 war Oderhaus Sitz eines niedersächsischen Forstamtes, dem Forstamt Oderhaus. Es wurde zum 1. Januar 1994 mit der Gründung des Nationalparks Harz aufgelöst. Das Forsthaus ist heute eine Außenstelle der Nationalparkverwaltung.
Bis zum 1. November 2011 gehörte Oderhaus noch zur Stadt Sankt Andreasberg, mit deren Eingemeindung wurde die Siedlung schließlich ein Ortsteil der Stadt Braunlage.